# VolkerWessels
Koninklijke VolkerWessels B.V. er en nederlandsk bygge- og anlægsvirksomhed. Den ejes af Wessels-familien igennem Reggeborgh Holding. I 2017 havde de en omsætning på 5,714 mia. euro, og der var 16.179 ansatte.

## Historie
Virksomheden blev etableret af Adriaan Volker i Sliedrecht i 1854. I 1978 fusionerede de med Stevin Groep og blev til Volker Stevin. De fusionerede igen i 1997 med Kondor Wessels og blev til Volker Wessels Stevin, som skiftede navn til VolkerWessels i 2002.